# Kazimierz Twardowski
Kazimierz Twardowski   (Viena, 20 d'octubre de 1866 - Lviv, 11 de febrer de 1938) va ser un filòsof, psicòleg i lògic polonès.

## Vida i Obra
Twardowski va estudiar filosofia a la universitat de Viena amb Franz Brentano i Robert Zimmermann. El 1892 va obtenir el doctorat, amb una tesi titulada Idee und Perzeption (Idea i Percepció), i el 1894 va obtenir l'habilitació docent amb la tesi Zur Lehre vom Inhalt und Gegenstand der Vorstellungen (Sobre la doctrina del contingut i l'objecte de les representacions). Va estar a l'origen de noves idees en metafilosofia.
Va ser professor a Viena els anys 1894 i 1895 i aleshores va ser nomenat professor de la universitat de Lwów (en alemany Lemberg, avui Ucraïna però aleshores formant part de l'Imperi Austrohongarès). Va ser rector d'aquesta universitat durant la Primera Guerra Mundial.
Twardowski va ser el pare de la lògica polonesa i fundador de l'escola de lògica polonesa (Escola Lviv-Varsòvia (en)), iniciant una tradició de filosofia científica a Polònia. Entre els seus deixebles es troben els lògics Stanisław Leśniewski, Jan Lukasiewicz i Tadeusz Czeżowski (en), psicòleg Władysław Witwicki l'historiadro de la filosofia Władysław Tatarkiewicz, el filòsof Roman Ingarden, així com altres filòsofs propers al cercle de Viena com Tadeusz Kotarbiński (en) and Kazimierz Ajdukiewicz.
A la seva tesi d'habilitació, Twardowski defensava la distinció entre contingut i objecte en el mar de la teoria de la intencionalitat del seu mestre Franz Brentano. Segons ell, la ment està dividida en dos grans àrees: actes o fenòmens mentals i fenòmens físics. Per exemple, un acte de presentació està dirigit a una presentació. Això és el que denomina 'intencionalitat' de l'acte. Tot acte versa sobre alguna cosa, però també moltes presentacions estan acompanyades d'actes de presentació.
La teoria pateix el problema de no aclarir prou bé el concepte exacte de presentació. La presentació, és quelcom només a la nostra ment? O també és alguna cosa en el món dels objectes? Twardowski afirma que a vegades és una cosa i a vegades l'altra. Ofereix una solució al problema proposant fer una distinció entre contingut i objecte.
En el seu llibre Twardowski ofereix una anlogia per clarificar aquesya distinció. Utilitza com a exemple una pintura. La gent diu que el que hi ha pintat és un paisatge, però també pot dir que és una pintura el que hi ha pintat. En el primer cas la paraula 'pintura' s'utilitza d'una forma modificada (un paisatge pintat no és el mateix que un paisatge), mentre que en el segon cas, la paraula 'pintura' és utilitzada de forma descriptiva o qualitativa. Twardowski argumenta que la presentació és una cosa similar. El contingut és la pintura pintada, mentre que a representació és el paisatge pintat.